# Чичиков Олексій Григорович
Олексі́й Григо́рович Чи́чиков (нар. 30 вересня 1987, Кременчук) — український футболіст, правий вінгер. Виступав за молодіжну збірну України.

## Клубна кар'єра
Вихованець цілої низки футбольних шкіл України. У ДЮФЛ протягом 2000—2003 років виступав за дніпропетровське УФК-2, полтавські ДЮСШ ім. І.Горпинка та команду «Молодь», ліубнівську ДЮСШ, київську «Зміну-Оболонь», а також юнацьку команду кременчуцького «Кременя».
Професіональні виступи розпочав 2004 року у складі другої команди полтавської «Ворскли», яка змагалася у другій лізі чемпіонату України. Того ж року дебютував у складі головної команди «Ворскли» у матчах вищої ліги, перша гра — 3 жовтня 2004 року проти київського «Динамо», поразка 0:3.
2006 року переїхав до Росії, уклавши контракт з московським «Локомотивом». У складі головної команди московського клубу відіграв лише одну гру в кубку Росії. Навесні 2007 року повернувся до України, приєднавшись на умовах оренди до дніпропетровського «Дніпра», в основному складі якого також не зміг закріпитися.
На початку 2008 року повернувся до Полтави, перші півроку регулярно з'являвся на полі у стартовому складі «Ворскли», згодом почав використовуватися тренерським штабом команди здебільшого як запасний гравець.

## Виступи за збірні
Виступав у складі юнацької збірної України U-18, за яку протягом 2005 року провів 13 ігор, забив 4 м'ячі.
Протягом 2006—2008 років викликався до лав молодіжної збірної України, має в активі три проведені матчі та один забитий гол на молодіжному рівні.

## Досягнення
- Володар Кубка України 2009;